# Spinning (träning)

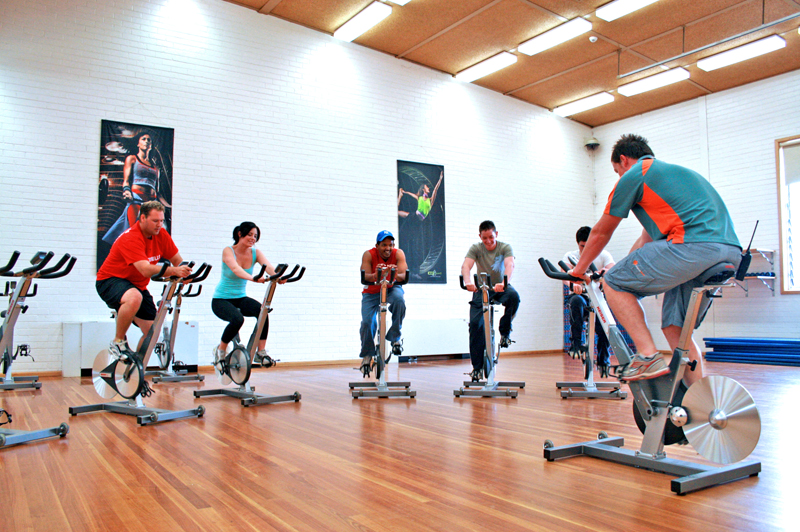
Spinning på ett gym

Spinning är en gruppträningsform som genomförs på motionscykel, till musik och i regel med instruktör.
Träningsformen grundades av tävlingscyklisten Johnny Goldberg 1989. Han hade förlorat loppet Race Across America (RAAM) 1987 och sökte en träningsform som gjorde att han kunde träna utan att lämna hemmet. Han byggde om sin egen motionscykel för att den mer skulle likna en riktig racercykel och började så småningom hålla spinningklasser i sitt garage. Han kom senare att utveckla spinningcyklar för massproduktion i takt med att träningsformen växte.